# آمفا
آزمون مهارت زبان فارسی یا آمفا، آزمون استاندارد مهارت زبان فارسی برای فارسی آموزان در سراسر جهان و مورد تأیید شورای عالی انقلاب فرهنگی است. این آزمون دارای دو بخش عمومی و دانشگاهی است که بخش عمومی آن را بنیاد سعدی و بخش دانشگاهی آن را وزارت علوم، تحقیقات و فناوری ایران تهیه و تنظیم می‌کند.
کاربرد آزمون آمفا به شرح زیر است:
- دریافت روادید اقامت در جمهوری اسلامی ایران،
- دریافت روادید اجازهٔ کار در ایران،
- دریافت روادید تأسیس دفتر همکاری‌های مشترک اقتصادی، فرهنگی، اجتماعی و غیره در ایران،
- دریافت مجوز همکاری نیروهای محلی در نمایندگی‌ها، رایزنی‌ها و سفارتخانه‌های ایران در خارج از کشور،
- دریافت مجوز تدریس در مدارس و مؤسسه‌های خارجی تحت پوشش بنیاد سعدی،
- دریافت روادید تحصیل در دانشگاه‌های ایران،
- متقاضیان آزاد.

الزام به دارا بودن مدرک آمفا و تعیین بازهٔ نمرات قابل پذیرش تابع سیاست‌ها و اختیارات هر یک از دستگاه‌های ذی‌ربط خواهد بود. بنیاد سعدی متولی پیگیری لحاظ شدن مدرک آمفا در کاربردهای فوق از دستگاه‌های ذی‌ربط خواهد بود.
نمره قبولی برای پذیرفته شدن در آزمون آمفا وجود ندارد. طیف نمرهٔ موجود در آزمون از ۱ (نوآموز) تا ۹ (ماهر) است. همچنین، نمره ۰ هم برای افرادی مشخص شده‌است که در آزمون ثبت نام کرده، اما شرکت نکرده‌اند. آمفا در سال ۱۳۹۶ پایه‌گذاری شد و اولین آزمون رسمی مهارت زبان فارسی تولید شده در ایران است. این آزمون در سال ۱۳۹۷ به‌طور رسمی در ایران و سپس در سایر کشورها برگزار خواهد شد.

## تاریخچه
واژهٔ آمفا را اولین بار سیداکبر جلیلی (زیر نظر رضامراد صحرایی به عنوان استاد راهنما و کورش صفوی به عنوان استاد مشاور) در سال ۱۳۹۰ به کار برد. آن‌ها آزمون آمفا را یک آزمون مهارت یا بسندگی دانستند که بدون توجه به شیوهٔ یادگیری زبان‌آموزان، پیشرفت آن‌ها را بررسی می‌کند. فرج‌الله طالبی معاون مرکز همکاری‌های بین‌المللی وزارت علوم، تحقیقات و فناوری بایگانی‌شده  در ۶ آوریل ۲۰۱۹ توسط Wayback Machine ۱۵ آذر ۱۳۹۵ اعلام کرد اولین «آزمون تافل فارسی» (آزمون مهارتی زبان فارسی) بعد از یک سال برنامه‌ریزی برگزار می‌شود. طالبی ۱۴ دی ۱۳۹۵ اعلام کرد نام «تافل فارسی» به «آمفا» تغییر پیدا کرده‌است و دو آزمون آزمایشی در بهمن ۱۳۹۵ و اردیبهشت ۱۳۹۶ برگزار می‌شود. ۲۸ دی ماه ۱۳۹۵، حسین سالار آملی، قائم مقام وزارت علوم در امور بین‌الملل، از برگزاری اولین آزمون مهارتی زبان فارسی تحت عنوان آمفا در سال ۱۳۹۶ خبر داد. اسفند ۱۳۹۵ غلامعلی حدادعادل، رئیس بنیاد سعدی، خبر تصویب شدن آیین‌نامهٔ آمفا را اعلام کرد و فروردین ۱۳۹۶، از اجرایی شدن آمفا در آینده‌ای نزدیک خبر داد.

## مشخصات آزمون
آزمون آمفای عمومی و دانشگاهی مجموعهٔ کاملی از توانایی‌های مرتبط با سطوح نوآموز و ماهر را دربرمی‌گیرد. گونهٔ دانشگاهی ویژهٔ داوطلبانی است که درصدد کسب تحصیلات دانشگاهی در کشورهای فارسی‌زبان هستند و باید برای شرکت در آن به‌طور رسمی ثبت‌نام کنند. نسخهٔ عمومی آزمون ویژهٔ داوطلبانی است که قصد دارند در یک کشور فارسی‌زبان شغلی داشته باشند، یا به دبیرستان بروند و آموزش ببینند یا به آن کشور مهاجرت کنند.
تفاوت میان دو گونهٔ عمومی و دانشگاهی آزمون آمفا در نوع محتوا، بافت و اهداف مورد نظر از انواع تکالیف آنهاست. سایر ویژگی‌ها مانند مدت زمانی که به آزمون اختصاص می‌یابد، اندازه و طول پاسخ‌های کتبی و کارنامه در هر دو آزمون یکسان است.
ویژگی‌های ترکیبی هر دو آزمون عمومی و دانشگاهی آمفا به قرار زیر است:
- این آزمون میزان توانایی فرد در مهارت شنیدن، خواندن، نوشتن و صحبت کردن به زبان فارسی را می‌سنجد.
- حوزهٔ صحبت کردن بخش کلیدی و مهم این آزمون است. این بخش به صورت یک مصاحبهٔ یک به یک و با حضور آزمونگر اجرا می‌شود. آزمونگر میزان توانایی داوطلب را در حین صحبت کردن وی می‌سنجد. جهت نظارت یا نمره‌دهی مجدد در صورت وجود هرگونه اعتراض به نمرهٔ ثبت شده، جلسه صحبت کردن ضبط می‌شود.
- جهت کاهش هرگونه سوگیری زبانی، محتوای آزمون شامل گستره‌ای از لهجه‌ها و سبک‌های نوشتاری است.
- این آزمون توسط متخصصان نهاد بنیاد سعدی و وزارت علوم ایران، و با استفاده از داده‌های متنوع تهیه شده‌است.
- نمرات کلی برای نمره‌دهی هر یک از زیرمهارت‌های هر زبان (شنیدن، خواندن، نوشتن و صحبت کردن) مورد استفاده قرار می‌گیرند. میزان نمره‌دهی از ۰ (کسی که تلاشی نکرده‌است) تا ۹ (کاربر ماهر) در نظر گرفته می‌شود.[۱۰]

## ساختار آزمون
آزمون آمفا شامل ۱۸۰ نمره است که در چهار بخش زیر اجرا می‌شود.
| بخش       | زمان      | ساختار  | نمره     |
| --------- | --------- | ------- | -------- |
| شنیدن     | ۵۵ دقیقه  | ۳ قسمت  | ۴۵ نمره  |
| خواندن    | ۶۰ دقیقه  | ۳ متن   | ۴۵ نمره  |
| نوشتن     | ۶۰ دقیقه  | ۲ تکلیف | ۴۵ نمره  |
| صحبت کردن | ۱۰ دقیقه  | ۳ قسمت  | ۴۵ نمره  |
| جمع       | ۱۸۵ دقیقه | -       | ۱۸۰ نمره |

### بخش شنیدن
| نام زیربخش   | مدت زمان | ساختار                                                             | تعداد پرسش‌ها | نمره |
| ------------ | -------- | ------------------------------------------------------------------ | ------------ | ---- |
| مکالمهٔ کوتاه | ۱۵ دقیقه | ۱۰ مکالمهٔ دوجمله‌ای (مکالمه متشکل است از یک پرسش و یک پاسخ)         | ۱۰           | ۱۵   |
| گفتارک       | ۲۰ دقیقه | ۳ تا ۵ مکالمهٔ چند جمله‌ای (مکالمه متشکل است از چند پرسش و چند پاسخ) | ۱۰           | ۱۵   |
| تک‌گویی       | ۲۰ دقیقه | یک تک‌گویی (یک نفر دربارهٔ یک موضوع خاص بین ۷ تا ۸ دقیقه صحبت می‌کند) | ۱۰           | ۱۵   |

### بخش خواندن
| نام زیربخش   | مدت زمان | ساختار                | تعداد پرسش‌ها | نمره |
| ------------ | -------- | --------------------- | ------------ | ---- |
| متن شمارهٔ یک | ۲۰ دقیقه | یک متن با موضوع عمومی | ۱۰           | ۱۵   |
| متن شمارهٔ دو | ۲۰ دقیقه | یک متن با موضوع عمومی | ۱۰           | ۱۵   |
| متن شمارهٔ سه | ۲۰ دقیقه | یک متن با موضوع عمومی | ۱۰           | ۱۵   |

### بخش نوشتن
| نام زیربخش     | مدت زمان | ساختار                           | نمره |
| -------------- | -------- | -------------------------------- | ---- |
| تکلیف شمارهٔ یک | ۲۰ دقیقه | نوشتن یک نامه با حداقل ۱۵۰ واژه  | ۱۵   |
| تکلیف شمارهٔ دو | ۴۰ دقیقه | نوشتن یک مقاله با حداقل ۲۵۰ واژه | ۳۰   |

### بخش صحبت کردن
| نام زیربخش | مدت زمان | ساختار                        | نمره |
| ---------- | -------- | ----------------------------- | ---- |
| قسمت اول   | ۲ دقیقه  | پرسیدن مشخصات فردی            | ۱۵   |
| قسمت دوم   | ۲ دقیقه  | پرسیدن موضوعات آشنا و ساده    | ۱۵   |
| قسمت سوم   | ۶ دقیقه  | پرسیدن دربارهٔ تجربه‌ها و علائق | ۱۵   |

## نمره‌دهی
بخش شنیدن و خواندن هر کدام ۳۰ نمره و ۳۰ سؤال دارد؛ یعنی به ازای هر سؤال درست یک نمره منظور می‌شود. بخش نوشتن و گفتن یک دستورالعمل ۹ سطحی دارد.

## آمفا و استاندارد
استانداردسازی آموزش زبان فارسی یکی از اولویت‌های کلیدی و اهداف عمده بنیاد سعدی، به عنوان متولّی آموزش زبان فارسی به غیر فارسی زبانان در جهان است. این امر از بدو تأسیس بنیاد سعدی، به دلیل اهمیت سطح‌بندی آموزشی و محتوایی و تأثیرات آن بر مبانی آموزشی زبان فارسی در سطح بین‌الملل، مورد توجه این بنیاد بوده‌است. از آنجایی که هیچ معیار واحد و استانداردی در آموزش زبان فارسی وجود ندارد، لذا مسئولان امر در آن بنیاد بر آن شدند تا با پژوهش در زمینة دستاوردهای مطرح در آموزش زبان و الگوهای رایج در زمینة سطح‌بندی آموزشی و محتوایی زبان دوم/ خارجی، به الگویی مناسب و هماهنگ با ویژگی‌های خاص زبان فارسی دست یابیم.
استاندارد آموزشی بنیاد سعدی به جهت هماهنگی و یکپارچه‌سازی سطوح آموزشی زبان فارسی به غیر فارسی زبانان تدوین شده‌است و اهداف کلیدی تدوین آن، ساماندهی برنامه‌های آموزشی زبان فارسی به خارجیان، آزمون‌های تعیین سطح، پیشرفت و بسندگی، و ارتقاء و یکسان‌سازی محتوای دوره‌های آموزشی کوتاه و بلند مدت زبان فارسی است. به‌علاوه، این استاندارد، معیار معتبری برای تهیه و تدوین مواد آموزشی و کمک آموزشی است. بنیاد سعدی این امر خطیر را در پائیز ۱۳۹۴ در معاونت آموزشی و پژوهشی بنیاد سعدی آغاز نمود و در این مسیر گام‌های اساسی زیر برداشته شده‌است:
نخست- بررسی اصول و شیوه‌های سازماندهی برنامهٔ درسی و انتخاب چارچوب مورد نیاز زبان فارسی
دوم- بررسی استانداردهای آموزشی و سطح‌بندی‌های مطرح در آموزش زبان، که در همین راستا هفت الگوی مطرح سطح‌بندی در جهان بررسی شد.
سوم- اقتباس و بومی‌سازی استانداردهای برگزیده (چارچوب مرجع مشترک اروپا و دستورالعمل مهارت زبانی اکتفل با توجه به مشخصه‌های زبان فارسی)
چهارم- تعریف استاندارد آموزشی و محتوایی بنیاد سعدی
پنجم- تعیین اهداف آموزشی متناسب با هر سطح
ششم- طراحی شیوه‌نامه اجرایی برگزاری دوره‌های آموزشی زبان فارسی در داخل و خارج از کشور
هفتم- ارائهٔ طرح «استاندارد در جهان» به شورای عالی برنامه‌ریزی درسی و تألیف منابع آموزشی بنیاد سعدی متشکل از استادان صاحب‌نظر در حوزهٔ آموزش زبان دوم/ خارجی و برنامه‌ریزی درسی
روشن است که چارچوب‌های مرجع هم برای تدوین و هم برای طراحی آزمون ارائه شده‌اند، برای نمونه چارچوب مرجع مشترک اروپا یا دستورالعمل‌های مهارت زبانی انجمن آموزش زبان خارجی آمریکا اکتفل و غیره اساساً شاکلة محتوایی منابع آموزش زبان را بر مبنای تعیین نقطه هدف در هر سطح تدوین می‌نمایند. نقطه هدف همان چیزی است که با اصطلاح قابلیت‌ها از آن یاد می‌شود؛ یعنی این چارچوب‌ها تعیین می‌کنند که زبان‌آموز در پایان هر سطح به چه قابلیت‌هایی در توانش ارتباطی دست می‌یابد. در برخی از موارد، آزمون مهارت شاکلة چارچوب را تعیین می‌کند. در این‌گونه چارچوب‌ها نقطه هدف در قالب میزان نمره مطلوب در آزمون‌های مهارت تعیین شده‌است.
لازم است ذکر شود که بنیاد سعدی، هم‌زمان با تدوین استاندارد مرجع آموزش زبان فارسی، طراحی معکوس آزمون‌های مهارت زبان فارسی (آمفا) را نیز از مدت‌ها پیش در دستور کار خود داشته‌است. برآیند این دو اقدام در فرایند تولید محتوای منابع آموزشی نیز مورد توجه قرار گرفته‌است. به بیان ساده‌تر، استاندارد مرجع آموزش زبان فارسی هم در تولید آزمون‌های مهارت و هم در تدوین منابع آموزشی کارساز است.
استاندارد مرجع آموزش زبان فارسی در جهان با هدف ایجاد یکپارچگی در سطوح آموزش زبان فارسی و با توجه به تنوع مخاطبان و اهداف آن‌ها از جمله اهداف تجاری، گردشگری، مذهبی زیارتی، تحصیلی، درمانی، آشنایی با ادبیات فارسی و مانند اینها و نیز لزوم شناخت جامعهٔ هدف، تجربه قریب به ۴۰۰ سال آموزش زبان فارسی و ویژگی‌های خاص نظام زبان فارسی، طراحی شده‌است. در این استاندارد، هفت سطح برای آموزش زبان فارسی به شرح زیر در نظر گرفته شده‌است:
| ردیف | نام سطح       | نشان اختصاری | ترجمهٔ جهانی        |
| ---- | ------------- | ------------ | ------------------ |
| ۱    | سطح نوآموز    | N            | Basic              |
| ۲    | سطح مقدماتی   | A            | Elementary         |
| ۳    | سطح پیش میانی | B1           | Pre-intermediate   |
| ۴    | سطح میانی     | B2           | Intermediate       |
| ۵    | سطح فوق میانی | B3           | Upper-intermediate |
| ۶    | سطح پیشرفته   | C1           | Advanced           |
| ۷    | سطح ماهر      | C2           | Proficient         |

یک دورهٔ کامل فارسی‌آموزی در چارچوب این استاندارد ۷۲۰ ساعت آموزشی به طول می‌انجامد. تعداد ساعات هر یک از سطوح مطابق جدول زیر است:
| سطح اصلی | نام سطح            | ساعات آموزشی |
| سطح N    | سطح نوآموز         | ۴۰           |
| سطح A    | سطح مقدماتی        | ۱۲۰          |
| سطح B    | سطح میانی          | ۳۶۰          |
| سطح C    | سطح پیشرفته و ماهر | ۲۰۰          |
|          |                    | ۷۲۰          |

همان‌طوری‌که گفته شد، فارسی‌آموزان خارجی با اهداف متنوعی زبان فارسی را می‌آموزند و پراکندگی جمعیتی آن‌ها به گستره کل جهان است. به‌علاوه، عواملی چون انگیزه، نیاز و امکانات آموزشی موجب شده‌است که سرعت یادگیری زبان فارسی توسط فارسی‌آموزان یکسان نباشد؛ بنابراین مؤسسات آموزشی زبان فارسی و مراکز آموزش زبان فارسی در رایزنی‌های فرهنگی جمهوری اسلامی ایران در خارج از کشور، می‌توانند متناسب با میزان پیشرفت فارسی‌آموزان خود ساعات آموزشی را با توجه به جدول زیر افزایش دهند:
| سطح اصلی | نام سطح            | ساعات آموزشی |
| سطح N    | سطح نوآموز         | ۴۰ الی ۵۰    |
| سطح A    | سطح مقدماتی        | ۱۲۰ الی ۱۵۰  |
| سطح B    | سطح میانی          | ۳۶۰ الی ۴۵۰  |
| سطح C    | سطح پیشرفته و ماهر | ۲۰۰ الی ۲۵۰  |
|          |                    | ۷۲۰ الی ۹۰۰  |

## جدول تبدیل نمره
| آمفا بر اساس نمره (۰ تا ۱۸۰) | آمفا بر اساس نمره (۰ تا ۹) | آزمون آیلتس | تافل PBT  | تافل CBT  | تافل IBT | چهارچوب مرجع آموزش زبان فارسی در جهان |
| ---------------------------- | -------------------------- | ----------- | --------- | --------- | -------- | ------------------------------------- |
| فوق پیشرفته: ۱۸۰–۱۵۰         | فوق پیشرفته: ۹ – ۷٫۵       | ۹ – ۷٫۵     | ۶۷۷ – ۵۹۰ | ۳۰۰ – ۲۴۳ | ۱۲۰ – ۹۶ | C۲                                    |
| پیشرفته: ۱۴۹–۱۲۶             | پیشرفته: ۷ – ۶٫۵           | ۷ – ۶٫۵     | ۵۸۷ – ۵۵۰ | ۲۴۰ – ۲۱۳ | ۹۵ – ۷۹  | C۱                                    |
| فوق میانی: ۱۲۵–۱۰۵           | فوق میانی: ۶ – ۵٫۵         | ۶ – ۵٫۵     | ۵۴۷ – ۵۱۳ | ۲۱۰ – ۱۸۳ | ۷۸ – ۶۵  | B۳                                    |
| میانی: ۱۰۴–۸۵                | میانی:۵ – ۴٫۵              | ۵ – ۴٫۵     | ۵۱۰ – ۴۷۷ | ۱۸۰ – ۱۵۳ | ۶۴ – ۵۳  | B۲                                    |
| پیش میانی: ۸۴–۶۵             | پیش میانی: ۴               | ۴           | ۴۷۳ – ۴۳۷ | ۱۵۰ – ۱۲۳ | ۵۲ – ۴۱  | B۱                                    |
| مقدماتی: ۶۴–۴۵               | مقدماتی: ۳٫۵ –۳            | ۳٫۵ –۳      | ۴۳۳ – ۳۹۷ | ۱۲۰ – ۹۳  | ۴۰ – ۳۰  | A۲                                    |
| پیش مقدماتی: ۴۴–۱۶           | پیش مقدماتی: ۲٫۵ – ۱       | ۲٫۵ – ۱     | ۳۹۳ – ۳۱۰ | ۹۰ – ۳۳   | ۲۹ – ۹   | A۱                                    |
| نوآموز: ۱۵–۰                 | نوآموز: ۱–۰                | ۱ – ۰       | ۳۱۰ – ۰   | ۳۰ – ۰    | ۸–۰      | N                                     |

مطابق تبصرهٔ ۳ آئین‌نامهٔ «آزمون مهارت زبان فارسی» مصوب شورای عالی انقلاب فرهنگی، مجموع نمرات آمفا ۱۸۰ است که بر اساس جدول بالا، در بازهٔ ۰–۹ تبدیل می‌شود و نمرهٔ نهایی آزمون دهنده بر این اساس اعلام می‌شود. در آزمون آمفا، مانند دیگر آزمون‌های تعیین سطح جهانی، قبولی یا ردّی مطرح نیست، بلکه سطح مهارت شرکت‌کنندگان در زبان فارسی مطابق با چهارچوب استاندارد مرجع آموزش زبان فارسی در جهان (مصوب شورای تألیف و برنامه‌ریزی درسی بنیاد سعدی) تعیین می‌شود. جدول فوق انطباق نمرات «آمفا» با آزمون-های معتبر جهان و همچنین روابط نمرات این آزمون با سطوح استاندارد مرجع را نشان می‌دهد.

## نتایج آزمون
داوطلبان آزمون می‌توانند بعد از ۱۴ روز اداری کارنامهٔ خود را دریافت کنند. این کارنامه شامل اطلاعات زیر است:
- نمرهٔ کلی
- نمرهٔ هر یک از بخش‌های آزمون یعنی شنیدن، خواندن، نوشتن و صحبت کردن
- اطلاعات مرتبط با تکمیل آزمون عمومی یا دانشگاهی
- عکس، ملیت، زبان اول و تاریخ تولد شخص

داوطلبان می‌توانند کارنامهٔ خود را به صورت آنلاین ببینند. مدت اعتبار این کارنامه سه سال است.

## مکان‌های برگزاری آزمون و تاریخ‌های آزمون
این آزمون در دانشگاه‌هایی که مرکز آموزش زبان فارسی به غیر فارسی‌زبانان دارند و همچنین در مراکز رایزنی فرهنگی جمهوری اسلامی ایران در کشورهای مختلف برگزار می‌شود.

## تربیت آزمونگر آمفا
تاکنون دو دورهٔ تربیت آزمونگر آمفا در بنیاد سعدی برگزار شده‌است. هدف این دوره‌ها آموزش شیوهٔ نمره‌دهی و اجرای آزمون آمفا بوده‌است.

## آزمون‌های مهارتی زبان‌های دیگر
- تافل، آزمون مهارت زبان انگلیسی: (Test of English as a Foreign Language (TOEFL
- آیلتس، آزمون مهارت زبان انگلیسی: (International English Language Testing System (IELT
- دِلف، آزمون مهارت زبان فرانسه: (Diplôme d'études en langue française (DELF
- دَلف، آزمون مهارت زبان فرانسه در سطح پیشرفته: (Diplôme approfondi de langue française (DALF
- ای‌ال‌پی‌تی، آزمون مهارت زبان عربی: (The Arabic Language Proficiency Test (ALPT[۱۸]
- گواهی زبان آلمانی، آزمون مهارت زبان آلمانی: (Zertifikat Deutsch (ZD
- جی‌پی‌ال‌تی، آزمون مهارت زبان ژاپنی: (Japanese Language Proficiency Test (JPLT
- دِلِه، آزمون مهارت زبان اسپانیایی: (Diploma de español como lengua extranjera (DELE

## وجاهت قانونی، اعتبار مدرک و مستندات قانونی آزمون
بنیاد سعدی در راستای اجرای بند ۱۷ مادهٔ دو اساس‌نامهٔ خود، موضوع برگزاری المپیادهای منطقه‌ای و جهانی و آزمون‌های استاندارد تعیین سطح زبان فارسی، مصوبهٔ شورای عالی انقلاب فرهنگی شماره ۶۸۳۲/۹۰/دش مورخ ۴/۸/۱۳۸۹ و به منظور ارتقای استانداردهای جذب و پذیرش دانشجویان خارجی و تعامل با کرسی‌های زبان فارسی و شناسایی دانشجویان زبان و ادبیات فارسی در خارج از کشور، طلاب حوزه‌های علمیه، دانش‌آموزان، فعالان سیاسی، اقتصادی، فرهنگی و غیره، آیین‌نامهٔ «آزمون مهارت زبان فارسی (آمفا)» را به تصویب رساند.